# Liste der Nummer-eins-Hits in Belgien (1969)
Diese Liste enthält alle Nummer-eins-Hits in Belgien im Jahr 1969. Es gab in diesem Jahr 15 Nummer-eins-Singles.
| Nummer 1 von/bis                    | Titel                       | Interpret             | Anzahl Wochen Platz 1 |
| ----------------------------------- | --------------------------- | --------------------- | --------------------- |
| 21. Dezember 1968 – 24. Januar 1969 | Eloise                      | Barry Ryan            | 5                     |
| 25. Januar – 14. Februar            | Angelina                    | Will Tura             | 3                     |
| 15. Februar – 7. März               | Casatschok                  | Dimitri Dourakine     | 3                     |
| 8. März – 11. April                 | The Way It Used to Be       | Engelbert Humperdinck | 5                     |
| 12. April – 2. Mai                  | Maar in Amerika             | Marc Dex              | 3                     |
| 3. Mai – 9. Mai                     | Daydream                    | Wallace Collection    | 1                     |
| 10. Mai – 23. Mai                   | Het kan niet zijn           | Will Tura             | 2                     |
| 24. Mai – 6. Juni                   | Get Back                    | The Beatles           | 2                     |
| 7. Juni – 4. Juli                   | Het kan niet zijn           | Will Tura             | 4                     |
| 5. Juli – 8. August                 | The Ballad of John and Yoko | The Beatles           | 5                     |
| 9. August – 29. August              | In the Ghetto               | Elvis Presley         | 3                     |
| 30. August – 19. September          | In the Year 2525            | Zager and Evans       | 3                     |
| 20. September – 10. Oktober         | Venus                       | Shocking Blue         | 3                     |
| 11. Oktober – 24. Oktober           | Hetgeen je niet krijgen kan | Will Tura             | 2                     |
| 25. Oktober – 12. Dezember          | Sugar, Sugar                | The Archies           | 7                     |
| 13. Dezember 1969 – 2. Januar 1970  | Suspicious Minds            | Elvis Presley         | 3                     |